# Trimix
Cet article concerne le mélange gazeux. Pour le médicament, voir Trimix (médicament).

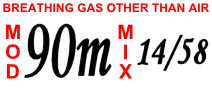
Étiquette typique de bouteille de Trimix.

Le trimix, contraction du mot « tri » — trois — et « mix » — mélange, est un mélange ternaire, c'est-à-dire un mélange gazeux constitué de trois gaz : le dioxygène (O2), l'hélium (He) et le diazote (N2). Il est utilisé à la place de l'air dans le cadre de la plongée profonde (typiquement au-delà de 40 mètres).

## Histoire

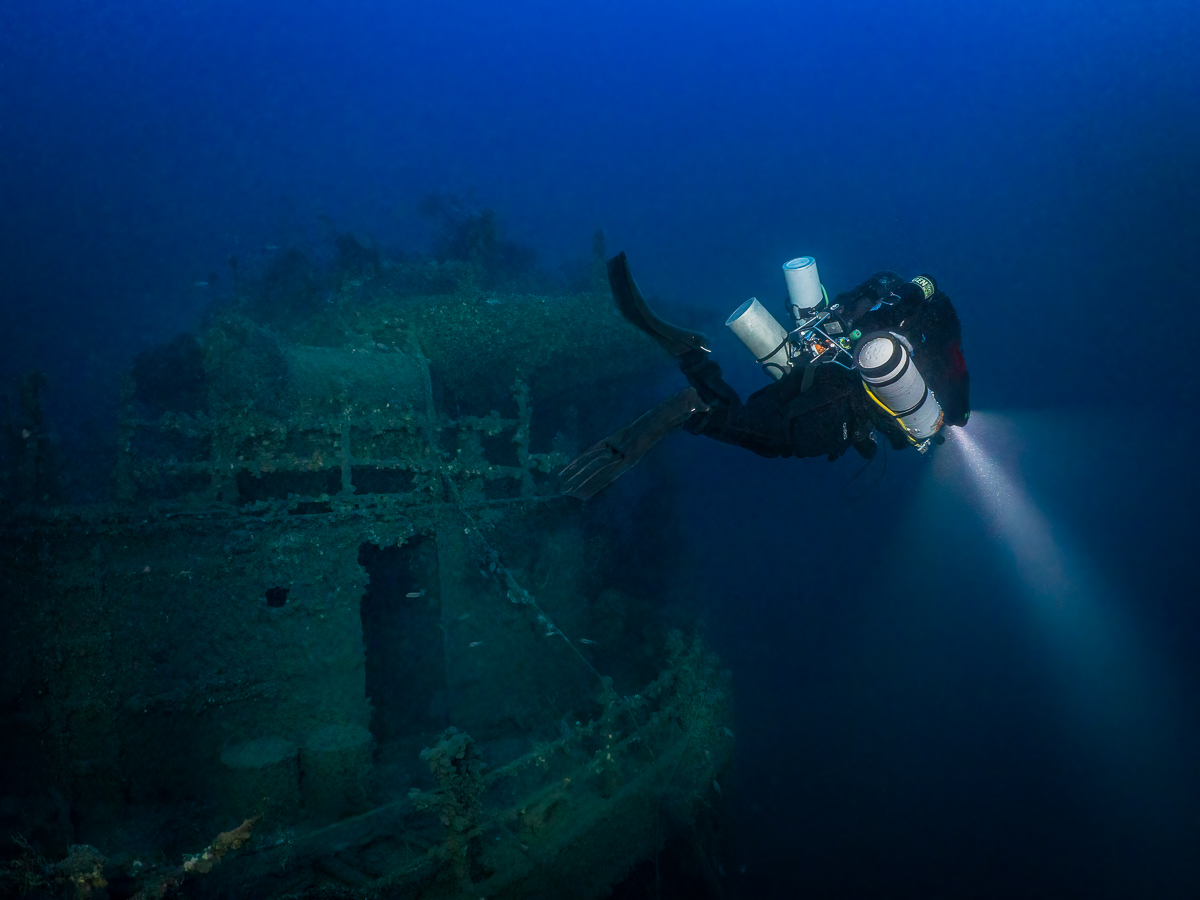
Plongeur Trimix en recycleur sur l'épave du Niedersachsen (Le Guyane) à Toulon par 108 m de fond. Photographe sous-marin Alexandre Hache.

Les premières théories au sujet des effets de la pression sur un corps humain (et sur les gaz qu'il respire) apparaissent au XIXe siècle, en France, avec les recherches du physicien Paul Bert. De l'autre côté de l'Atlantique, un pionnier de la plongée sous-marine, Henry Fleuss (en), tente quant à lui de créer des appareils respiratoires pourvus d'un pourcentage d'oxygène plus élevé (de 50 à 60 % d'oxygène) que l'air habituellement respiré, qui n'en contient que 21 %.
En 1924, l'US Navy entame une série d'expériences sur l'utilisation de l'hélium dans des mélanges gazeux destinés à être respirés. D'abord installé à Pittsburgh en Pennsylvanie, le laboratoire chargé des expériences déménage en 1927 à Washington D.C., pour s'y voir équipé d'une unité de plongeurs-testeurs. Les premiers tests ne montrent aucun effet négatif dans la respiration d'un mélange gazeux contenant de l'hélium, et cela aussi bien pour les animaux que pour les humains.
Le trimix est alors utilisé par l'armée américaine, ainsi que par quelques plongeurs professionnels. Il est utilisé en conditions réelles lors du sauvetage du sous-marin USS Squalus, bloqué à une profondeur de 74 mètres, en 1939.
C'est seulement tout à la fin des années 1980 que le trimix commence à apparaître dans le cadre de la plongée non professionnelle (ou plongée loisir). Aujourd'hui, on l'utilise pour des plongées dites techniques. Son usage s'est normalisé et répandu : des amateurs peuvent s'en servir, cependant l'utilisation du trimix requiert un matériel spécifique (tel qu'un ordinateur de plongée adapté) ainsi qu'un entraînement plus important que la plongée à l'air.

## Utilisation
Dans un trimix, les fractions (ou pourcentages) d'oxygène, d'hélium et d'azote sont choisies par le plongeur en fonction de l'hyperoxie (qui fixe la limite maximale de la ppO2 et donc la pression partielle en oxygène du mélange), et la narcose (qui fixe la limite de ppN2 et donc la pression partielle en azote). Un trimix 20/25 désigne un mélange composé de 20 % d'O2 et de 25 % d'hélium, et donc de 100 % - 20 % - 25 % = 55 % d'azote.
Les mélanges « trimix » sont généralement catégorisés selon trois groupes :
- Normoxique : hélium et azote, ainsi qu'une teneur en oxygène entre 18 % et 21 %. Respirable en surface et utilisé pour des plongées entre 40 et 60 mètres.
- Hyperoxique (Triox ou « Helitrox ») : hélium et azote ainsi qu'une teneur en oxygène supérieure à 21 %, généralement entre 25 % et 28 %. Utilisé à des fins de décompression optimisées (en remontée) ou à des plongées peu profondes[3].
- Hypoxique : hélium et azote ainsi qu'une teneur en oxygène inférieure à 18 %. Irrespirable en surface et utilisé pour des plongées en dessous de 60 mètres.

On distingue deux façons, éventuellement combinables de fabriquer ces mélanges :
- injection synchrone : l’hélium, l'air et un complément en dioxygène (si le rapport fO2 / fN2 est supérieur à celui de l'air, ce qui est souvent le cas) sont injectés simultanément et aux bonnes proportions dans la prise d'air du compresseur via un mélangeur appelé stick ou parfois « nitrouillette », assez souvent artisanal[4].
- injection non synchrone : on transvase d'abord un gaz (hélium ou dioxygène), puis l'autre et enfin on complète avec de l'air. Éventuellement, on peut transvaser de l’hélium puis compléter directement avec du nitrox. Cette technique est particulièrement utilisée par les plongeurs « D.I.R. », leurs gaz standards étant quasiment tous du type Nx32 + He.

La plongée trimix nécessite l'utilisation de tables de décompression ou ordinateurs de plongée spécifiques qui tiennent compte de l'hélium présent dans le mélange, et elle fait appel à des techniques de décompression qui utilisent différents mélanges sur-oxygénés majoritairement binaires (Nitrox : O2 + N2), de l'oxygène pur (O2), et parfois des mélanges ternaires (Triox : O2 + N2+ He). Cependant, pour de faibles concentrations d'hélium, certains plongeurs utilisent un protocole air, éventuellement en rajoutant plus ou moins empiriquement des paliers profonds.
La gestion des différents mélanges emportés en plongée requiert une formation technique et théorique spécifique.
En résumé, la plongée au trimix est une des techniques utilisées pour :
- repousser l'effet narcotique de l'azote qu'un plongeur respirant de l'air ressentirait à partir d'une pression partielle d'azote (ppN2) de 5,6 bars (atteint à 60 mètres pour une plongée à l'air). Suivant les personnes, les effets narcotiques de l'azote peuvent apparaître dès 40 mètres, voire 30 mètres pour les personnes sensibles.
- repousser les effets de l'essoufflement dus à la densité des gaz qui augmente avec la profondeur,
- limiter la pression partielle d'oxygène qui devient toxique au-delà de 1,6 bar (voir Hyperoxie) (atteint à 66 mètres pour une plongée à l'air) en réduisant la part de l'O2 par ajout d'hélium.

En France, depuis la modification du Code du sport en 2012 (Annexes III-18 a, b &c), les organismes Français (ANMP, FFESSM, FSGT, SNMP, et UCPA) peuvent proposer trois qualifications Trimix : PTH 40, PTH 70 et PTH 120. Ces qualifications permettent respectivement l'évolution au Trimix ou Heliox dans les zones 0-40 m , 0-70 m et 0-120 m.
Les prérogatives du plongeur en termes d'autonomie et les profondeurs maximales varient en fonction de son niveau (de PE 40 ou PA 40 à PA60) .